# Mierzęcin (Wolin)
Mierzęcin (deutsch Martenthin) ist ein Dorf in der polnischen Woiwodschaft Westpommern. Es gehört zur Gmina Wolin (Gemeinde Wollin) im Powiat Kamieński (Camminer Kreis).

## Geographische Lage
Das Dorf liegt in Hinterpommern, 7 Kilometer östlich der Stadt Wolin (Wollin), 17 Kilometer südlich der Stadt Kamień Pomorski (Cammin i. Pom.) und  etwa 47 Kilometer nördlich von Stettin. An den Ort grenzt der Martenthiner See.

## Geschichte

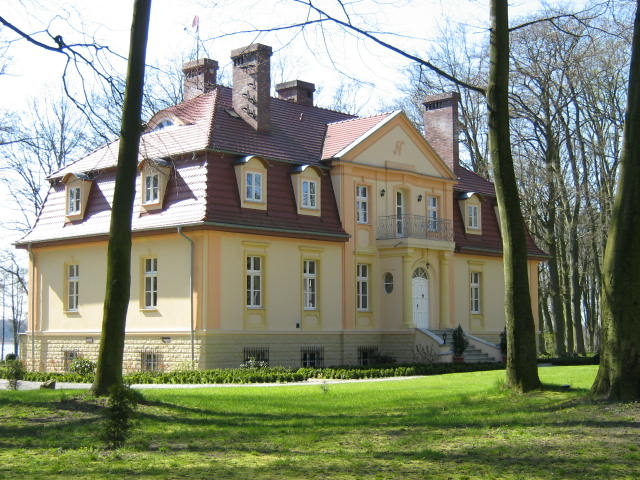
Ehemaliger Wohnsitz der Familie Flemming am Martenthiner See

Die Ortschaft wurde erstmals im Jahr 1288 urkundlich erwähnt. Martenthin hieß vor dem 17. Jahrhundert auch Marrentin und Merrentin  und gehörte zum ältesten Besitz der Familie Flemming.  In Martenthin besaßen die Flemmings früher eine Burg, die ihr Hauptsitz gewesen war. Die Burg wurde durch eine Feuersbrunst zerstört; ihre Baumaterialien wurden anderweitig verwendet, so dass heute von ihr nichts mehr zu sehen ist. 1511 tritt Jakob Flemming als Bürge auf. 1628 versteuern drei Anteile des Dorfs 6,5 Hh, einen Kossäten, einen Müller und einen Schäfer.  Um 1780 gab es in Martenthin vier Ackerwerke, vier Schäfereien, eine Windmühle, einen Prediger, einen Küster, einen Organisten, zwei Kossäten und insgesamt zwanzig Haushaltungen.  1936 erfolgte die Gründung von fünf Siedlerstellen mit 157 Hektar. Besitzer des 200 Hektar großen Ritterguts war im Jahr 1939 R. von Plötz.
Bis 1945 war Martenthin eine Wohnstätte der Gemeinde Tessin im Landkreis Cammin i. Pom. der preußischen Provinz Pommern des Deutschen Reichs. Martenthin war dem Amtsbezirk Tessin zugeordnet. Das zuständige Landratsamt befand sich in Cammin i. Pom. Der Wohnort Martenthin gehörte zum Bezirk des Amtsgerichts in Wollin. Das zuständige Arbeitsgericht befand sich  in Swinemünde, das zuständige Standesamt in Alt Tessin.
Gegen Ende des Zweiten Weltkriegs kamen am 5. März 1945 um 16:30 Uhr sowjetische Panzer bis zur Brücke zwischen dem Martenthiner und Paatziger See, die dann gesprengt wurde. Die Gemeinde Tessin mit dem Ortsteil Martenthin wurde aus eigenem Antrieb der Bewohner geräumt. Infolge der Sprengung war allen östlich der Brücke befindlichen Flüchtlingstrecks die Flucht in Richtung Westen versperrt.
Nach Beendigung der Kampfhandlungen wurde Martenthin zusammen mit Tessin und ganz Hinterpommern seitens der sowjetischen Besatzungsmacht der Volksrepublik Polen zur Verwaltung überlassen. Danach begann die Zuwanderung polnischer Zivilisten. Die Wohnstätte Martenthin wurde unter der polonisierten Ortsbezeichnung ‚Mierzęcin‘ verwaltet. In der Folgezeit wurde die einheimische Bevölkerung von der polnischen Administration ab Sommer 1945 aus Martenthin und dem Kreisgebiet vertrieben. Die Ausweisung der verbliebenen Bevölkerung war am Ende desselben Jahres weitgehend abgeschlossen war.

## Kirche

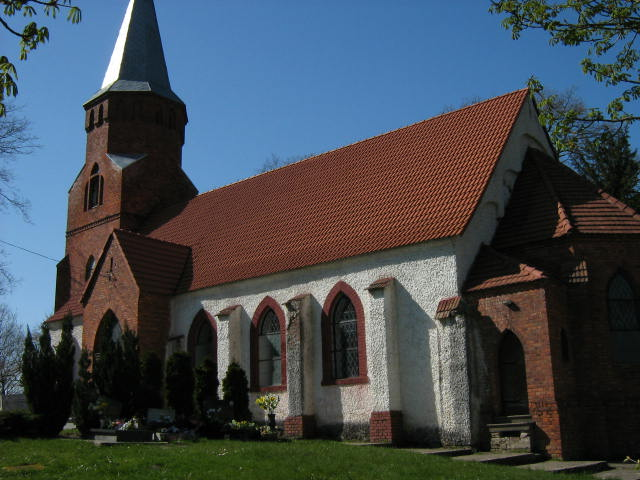
Dorfkirche (2008), bis 1945 Gotteshaus der evangelischen Gemeinde Martenthin

Die vor 1945 in Martenthin anwesende Bevölkerung gehörte mit großer Mehrheit dem evangelischen Glaubensbekenntnis an. Martenthin war der Sitz eines evangelischen Pfarramts (der Landeskirche Pommerns). In das evangelische Kirchspiel Martenthin eingepfarrt waren die Dörfer: Bresow, Parlow,  Stregow,  Tessin, Trebenow und Wustermitz.  Die Katholiken in Martenthin gehörten zum katholischen Kirchspiel Cammin i. Pom.
Die Martenthiner Kirche wurde am Steilufer zum Martenthiner See errichtet. Die erste Erwähnung einer Kirche in Martenthin erfolgte 1288, eines Pfarrers 1369; im Jahr 1594 werden zwei Glocken erwähnt. Ursprünglich war die Kirche ein kleiner, niedriger Feldsteinbau. Im 17. Jahrhundert wurden die Feldsteinwände auf halbe Höhe abgetragen und als Unterbau für eine darauf aufgesetzte Ziegelsteinmauer benutzt. Außerdem wurde das Kirchenschiff in Richtung Osten verlängert. Der Holzturm von 1712 wurde später durch einen Glockenturm ersetzt. Im Zeitraum von 1892 bis 1894 wurde die Kirche durchgreifend erneuert und erhielt einen massiven Turm. Die Mauern des Turms, der Südvorhalle und des Chors bestanden aus unverputztem Backstein. In der Kirche verwendete silberne Gefäße stammten aus dem Jahr 1685. Ein Epitaph aus dem 17. Jahrhundert in der Kirche war einem von Flemming gewidmet. Das Patronat über die Kirche lag in den Händen der Familie Plötz.  Der Bestand an Kirchenbüchern reichte bis 1792 zurück.

## Schule
Martenthin hatte bis 1945 eine eigene Volksschule.

## Söhne und Töchter des Orts
- Heino Heinrich von Flemming (1632–1706), kursächsischer und kurbrandenburgischer Feldmarschall, Statthalter von Hinterpommern und Cammin
- Heinrich Ludwig von Flemming (1717–1783), preußischer Generalmajor und Kommandant von Breslau